# Bago, Myanmar
Thành phố Bago, tên trong quá khứ vinh quang là Pegu, Hanthawaddy, là thủ phủ của vùng Bago. Thành phố này cách Yangon khoảng 80 km về phía Bắc. Thành phố nằm ở hai bên bờ sông Ayeyarwady, bên bờ phía Đông là khu phố cổ và bên bờ phía Tây là khu phố mới. Thành phố có khoảng hơn 200.000 dân.

## Lịch sử

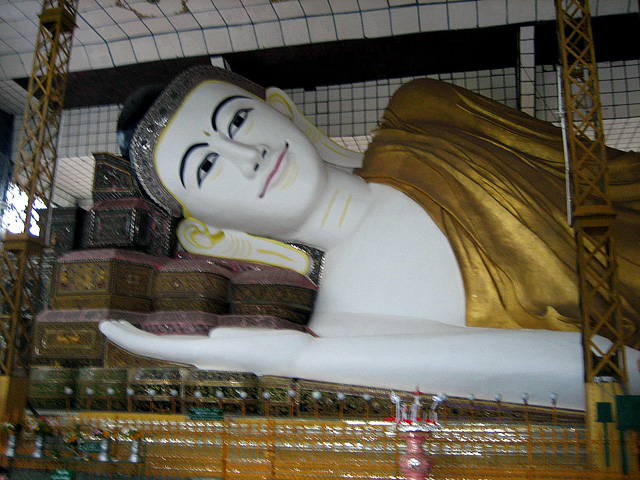
The 177 ft (54 m) Tượng Phật Shwethalyaung, dựng vào năm 994 CN. bởi Vua Migadepa

Theo truyền thuyết, hai hoàng tử người Mon từ Thaton đã tới Bago vào năm 573. Vào khoảng năm 850, nhà địa lý học người Ả Rập là Ibn Khordadbeh đã nhắc đến thành phố này. Từ năm 1056, người Miến từ Bagan tới cai trị thành phố. Sau khi Bagan bị quân Mông Cổ lật đổ vào năm 1287, nó lại trở về với người Mon.
Đã từng có một triều đại của người Mon ở Pegu. Thời vua Rajadhirat (1383–1421) Pegu có chiến tranh liên miên với Ava. Giữa thế kỷ 15, nữ vương Baña Thau (tiếng Myanma: Shin Saw Bu; 1453-72) đã truyền ngôi cho một nhà sư tên là Dhammazedi (1472-92) và vị sư này đã đưa Pegu trở thành một trung tâm thương mại và trung tâm của Phật giáo Theravada.
Thời kỳ 1369-1539, Hanthawaddy trở thành tên gọi của thành phố này khi ấy là kinh đô của vương quốc Mon Ramanadesa, mà phạm vi thống lĩnh của nó bao trùm toàn vùng Hạ Miến. Từ năm 1939, vua Tabinshweti người Miến của vương quốc Taungoo đã chiếm thành phố và biến nó thành kinh đô của vương quốc Taungoo cho tới tận năm 1599. Thời kỳ 1613-1634, thành phố lại tiếp tục được chọn làm kinh đô và làm căn cứ tổ chức các cuộc chinh phạt Xiêm. Vì là thành phố cảng, nên người châu Âu đã đến nơi này từ khá sớm và đã bị hấp dẫn. Năm 1740, người Mon lại vùng lên và kiểm soát thành phố này trong một thời gian cho đến khi vua Alaungpaya chiếm lại và phá hủy thành phố vào năm 1757.
Bago được tái thiết bởi vua Bodawpaya (1782-1819), nhưng thời gian đó, sông đổi hướng và thành phố không còn nối với biển được nữa, nên tầm quan trọng của nó cũng mất đi. Sau Chiến tranh Anh-Miến thứ hai, người Anh cai trị thành phố.
Các điểm tham quan chính:

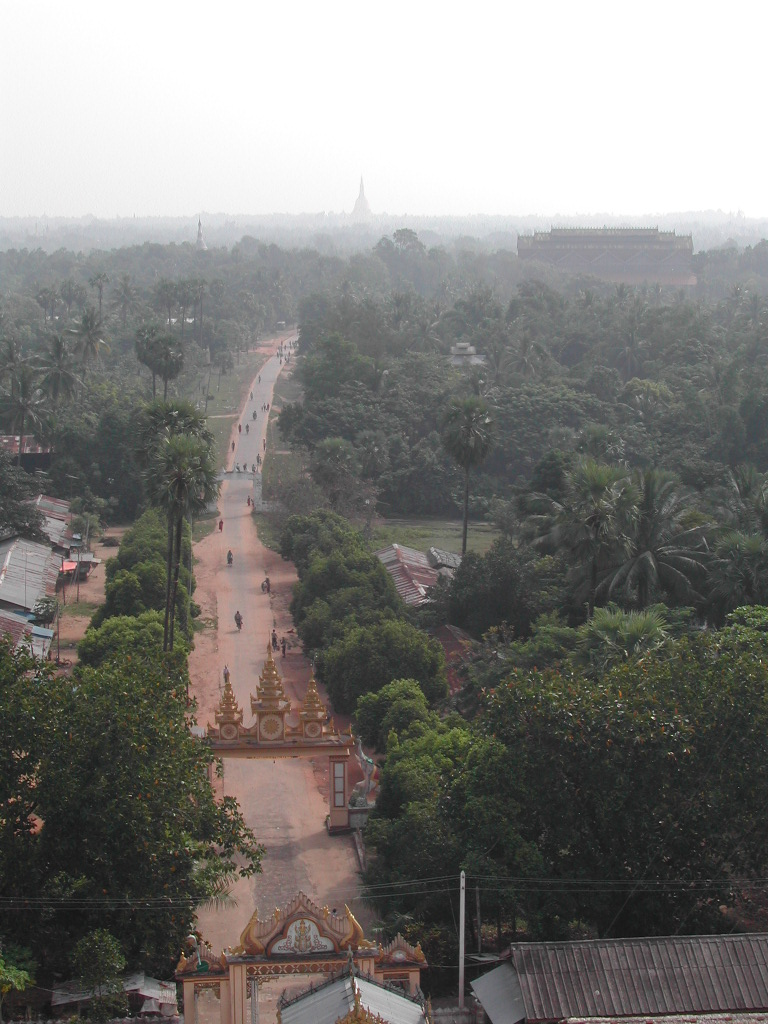
Mahazedi Paya

- Tượng Phật Shwethalyaung (Phật nằm)
- Chùa Shwemawdaw
- Chùa Kyaik Pun
- Cung điện Kanbawza Thadi
- Maha Kalyani Sima
- Chùa Mahazedi
- Chùa Shwegugale
- Bago Degree College
- Bago Sittaung Canal

## Khí hậu
Bago có khí hậu nhiệt đới gió mùa (Köppen Am), tương tự như hầu hết các vùng duyên hải Myanmar, với mùa khô nóng từ giữa tháng 11 đến giữa tháng 4 và một mùa mưa nóng, cực kỳ ẩm ướt và mưa nhiều từ tháng 5 đến tháng 10.
| Dữ liệu khí hậu của Bago, Myanmar (1981–2010) | Dữ liệu khí hậu của Bago, Myanmar (1981–2010) | Dữ liệu khí hậu của Bago, Myanmar (1981–2010) | Dữ liệu khí hậu của Bago, Myanmar (1981–2010) | Dữ liệu khí hậu của Bago, Myanmar (1981–2010) | Dữ liệu khí hậu của Bago, Myanmar (1981–2010) | Dữ liệu khí hậu của Bago, Myanmar (1981–2010) | Dữ liệu khí hậu của Bago, Myanmar (1981–2010) | Dữ liệu khí hậu của Bago, Myanmar (1981–2010) | Dữ liệu khí hậu của Bago, Myanmar (1981–2010) | Dữ liệu khí hậu của Bago, Myanmar (1981–2010) | Dữ liệu khí hậu của Bago, Myanmar (1981–2010) | Dữ liệu khí hậu của Bago, Myanmar (1981–2010) | Dữ liệu khí hậu của Bago, Myanmar (1981–2010) |
| Tháng                                         | 1                                             | 2                                             | 3                                             | 4                                             | 5                                             | 6                                             | 7                                             | 8                                             | 9                                             | 10                                            | 11                                            | 12                                            | Năm                                           |
| --------------------------------------------- | --------------------------------------------- | --------------------------------------------- | --------------------------------------------- | --------------------------------------------- | --------------------------------------------- | --------------------------------------------- | --------------------------------------------- | --------------------------------------------- | --------------------------------------------- | --------------------------------------------- | --------------------------------------------- | --------------------------------------------- | --------------------------------------------- |
| Trung bình ngày tối đa °C (°F)                | 31.6 (88.9)                                   | 34.0 (93.2)                                   | 36.2 (97.2)                                   | 38.1 (100.6)                                  | 34.3 (93.7)                                   | 30.1 (86.2)                                   | 29.7 (85.5)                                   | 29.6 (85.3)                                   | 30.8 (87.4)                                   | 30.7 (87.3)                                   | 32.2 (90.0)                                   | 31.0 (87.8)                                   | 32.4 (90.3)                                   |
| Tối thiểu trung bình ngày °C (°F)             | 15.8 (60.4)                                   | 17.2 (63.0)                                   | 20.2 (68.4)                                   | 23.1 (73.6)                                   | 23.4 (74.1)                                   | 22.7 (72.9)                                   | 22.7 (72.9)                                   | 22.6 (72.7)                                   | 22.8 (73.0)                                   | 23.0 (73.4)                                   | 20.9 (69.6)                                   | 16.9 (62.4)                                   | 20.9 (69.6)                                   |
| Lượng mưa trung bình mm (inches)              | 1.3 (0.05)                                    | 2.7 (0.11)                                    | 13.5 (0.53)                                   | 44.1 (1.74)                                   | 333.9 (13.15)                                 | 654.0 (25.75)                                 | 716.9 (28.22)                                 | 653.4 (25.72)                                 | 436.3 (17.18)                                 | 183.7 (7.23)                                  | 48.7 (1.92)                                   | 1.3 (0.05)                                    | 3.089,8 (121.65)                              |
| Nguồn: Viện Khí tượng Na Uy                   |                                               |                                               |                                               |                                               |                                               |                                               |                                               |                                               |                                               |                                               |                                               |                                               |                                               |